# Yoann de Boer
Pour les articles homonymes, voir de Boer.
Yoann de Boer est un footballeur français né le 27 janvier 1982 à Marseille. 
Il évolue actuellement au Fortuna Sittard au poste de milieu de terrain.

## Statistiques par saison
| Saison    | Club            | Pays     | Matchs | Buts | Compétition    |
| --------- | --------------- | -------- | ------ | ---- | -------------- |
| 2002-2003 | FC Eindhoven    | Pays-Bas | 0      | 0    | Erste Division |
| 2003-2004 | FC Eindhoven    | Pays-Bas | 27     | 1    | Erste Division |
| 2004-2005 | FC Eindhoven    | Pays-Bas | 35     | 3    | Erste Division |
| 2005-2006 | FC Eindhoven    | Pays-Bas | 35     | 2    | Erste Division |
| 2006-2007 | FC Eindhoven    | Pays-Bas | 37     | 1    | Erste Division |
| 2007-2008 | FC Eindhoven    | Pays-Bas | 37     | 0    | Erste Division |
| 2008-2009 | FC Den Bosch    | Pays-Bas | 22     | 2    | Erste Division |
| 2009-2010 | FC Den Bosch    | Pays-Bas | 16     | 0    | Erste Division |
| 2009-2010 | Fortuna Sittard | Pays-Bas | 14     | 0    | Erste Division |
| 2010-2011 | Fortuna Sittard | Pays-Bas | 27     | 2    | Erste Division |
| 2011-2012 | Fortuna Sittard | Pays-Bas | 33     | 0    | Erste Division |
| 2012-2013 | Fortuna Sittard | Pays-Bas | 6      | 0    | Erste Division |